# Лепешинська Ольга Василівна
Ольга Василівна Лепешинська (15 (28) вересня 1916, Київ — 20 грудня 2008, Москва) — видатна радянська балерина, педагог, народна артистка СРСР (1951).

## Життєпис

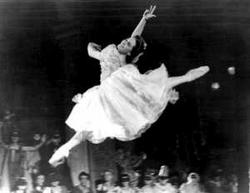
Ольга Лепешинська в ролі Китрі, «Дон Кихот», 1940

Ольга Лепешинська народилася в 1916 році в Києві. У 1933 році, закінчивши Московське хореографічне училище, Лепешинська поступила у Большой театр, де танцювала десятки провідних партій, включаючи Китрі у «Дону Кихоті», Одетту-одиллію в «Лебединому озері», Попелюшку в «Попелюшці» Сергія Прокоф'єва (перший виконавець).
У 1962 році Лепешинська завершила танцювальну кар'єру. Після цього вона займалася викладанням, причому не тільки в СРСР, але і за кордоном. З 1991 року очолювала Російську хореографічну асоціацію.